# HD 10615
HD 10615，又名CP-61 130，SAO 248421、HR 505，是一颗恒星，视星等为5.71，位于銀經292.17，銀緯-55.27，其B1900.0坐标为赤經1h 38m 22.5s，赤緯-61° -55.27′ 34″。